# CNBC Europe
CNBC Europe è una rete televisiva finanziaria, di business e di spettacolo britannica, che trasmette dagli studi di Londra.

## Programmazione
Il canale trasmette 23 ore su 24 notiziari finanziari e bollettini borsistici. Inoltre, in seconda serata, trasmette anche il Tonight Show with Jimmy Fallon, talk show americano della rete NBC. Fino a qualche anno fa andava in onda anche un altro show chiamato Late Night, in seguito cancellato per lasciare più spazio alle trasmissioni finanziarie.

## Dove vederlo
CNBC trasmette nel mondo sia via satellite, sia via cavo. In Italia è ricevibile in chiaro dai satellitiHotbird e Astra ed è visibile anche su Sky Italia alla LCN 528 e su Tivùsat alla LCN 81.